# Ipomoea argentaurata
Ipomoea argentaurata är en vindeväxtart som beskrevs av Hallier f. Ipomoea argentaurata ingår i släktet praktvindor, och familjen vindeväxter. Inga underarter finns listade i Catalogue of Life.